# بانکسیا نمایشی
بانکسیای نمایشی (نام علمی: Banksia speciosa) نام یک گونه از سرده بانکسیا است.